# مایکل یانی
 مایکل یانی (انگلیسی: Michael Yani؛ زاده ۳۱ دسامبر ۱۹۸۰) یک تنیس‌باز اهل ایالات متحده آمریکا است.